# Artoria parvula
Artoria parvula là một loài nhện trong họ Lycosidae.
Loài này thuộc chi Artoria. Artoria parvula được Tord Tamerlan Teodor Thorell miêu tả năm 1877.